# 塔山 (桂林)

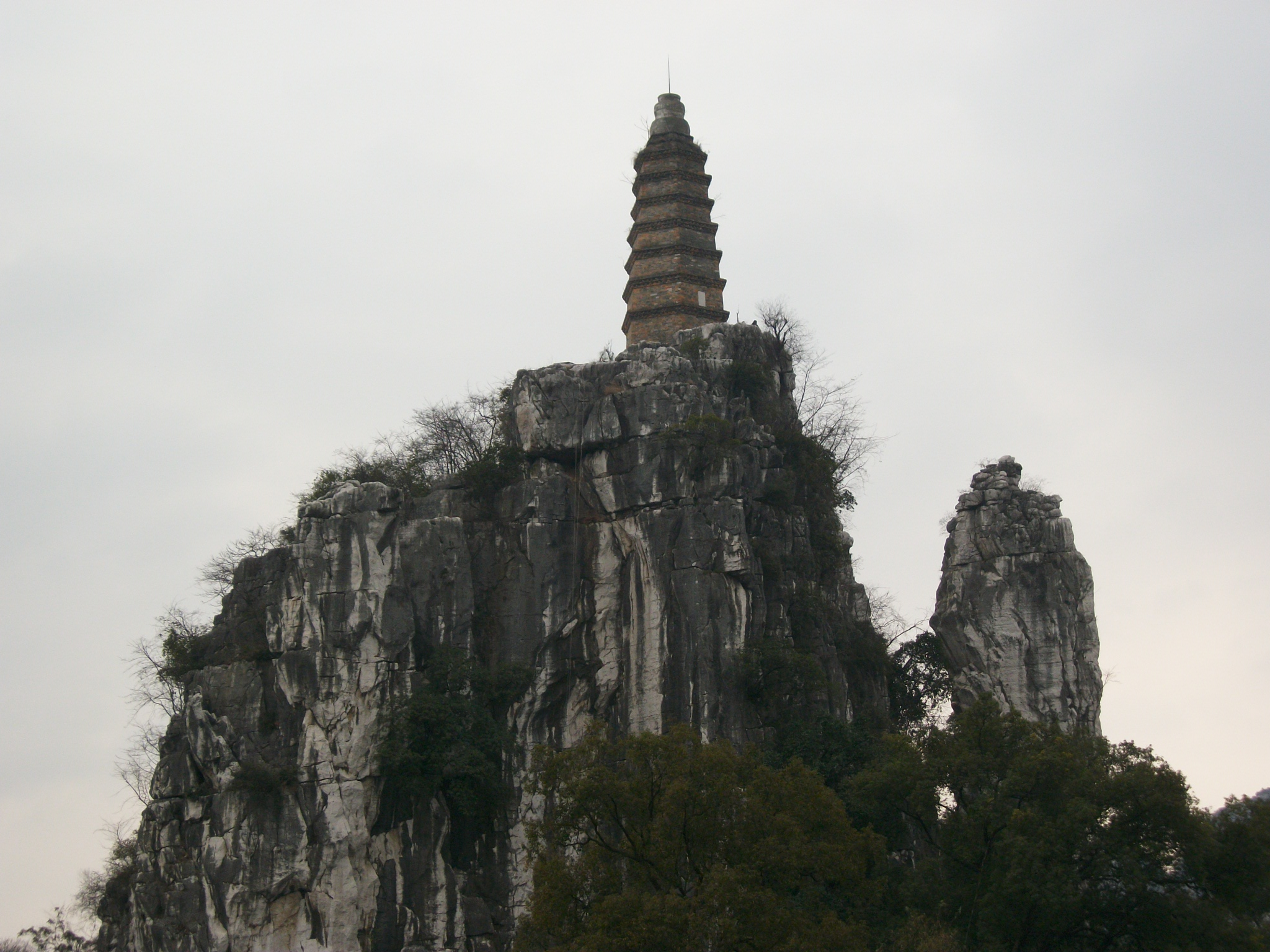
塔山

塔山又称宝塔山，位于中国广西桂林市七星区、漓江东岸，东隔小东江与穿山相望。山顶海拔194米，相对高度44米，山体占地面积2.75万平方米。山顶现存一明代寿佛塔，故名。山体远望又如军舰，宝塔形似桅杆，又名军舰山，俗称荷叶山。山体东面稍缓，建有石阶可登至山顶，其余三面为绝壁，西边有一孤峰耸立，与主峰裂开。